# GM1
GM1 (غانغليوزيد رباعي الهيكسوز لعابي أحادي (بالإنجليزية: Monosialotetrahexosylganglioside)‏) هو عضوٌ في سلسلة غانغليو من الغانغليوزيدات التي تحتوي على حمض سياليك واحد. يمتلك أيضًا خصائص فيزيولوجية هامة، كما يُؤثر على اللدونة العصبية، وآليات الإصلاح العصبي، وإطلاق المغذيات العصبية في الدماغ. بالإضافة إلى وظيفته في فيزيولوجيا الدماغ، فإنَّ GM1 يعمل موقعًا لارتباط كلٍ من ذيفان الكوليرا والإشريكية القولونية المُنتجة للذيفان المعوي [الإنجليزية] (إسهال المسافرين).